# Rigorismus
Der Rigorismus (von lateinisch rigor „Steifheit, Härte, Unbeugsamkeit“) bezeichnet
- allgemein: eine überstrenge, starre Denk- und Handlungsweise, die an Grundsätzen und Prinzipien festhält, ohne Rücksicht auf die konkreten Bedingungen und Situationen[1]
- im engeren Sinne: ein ethischer Standpunkt, nach welchem die Moralgesetze unter allen Umständen einen verpflichtenden Charakter besitzen.

Die Adjektive „rigoros“ und „rigid“ sind teilsynonym, insofern sie beide unter anderem „hart“ oder „streng“ bedeuten. Unter dem Substantiv Rigorismus werden theoretische Begründungen für eine insbesondere ethische/moralische Härte beschrieben, zumeist mit einer abwertenden Konnotation.

## Philosophie

### Stoa
Zenon von Kition vertrat einen Rigorismus, der ein „Grundcharakter der stoischen Haltung“ sein soll.

### Kant
Rigorismus wird vor allem im Hinblick auf Kant thematisiert. Rigorismus kann bei ihm zweierlei bedeuten: zum einen eine Denkungsart, zum anderen eine ethische Forderung:
als Denkungsart
„Es liegt [...] der Sittenlehre überhaupt viel daran, keine moralischen Mitteldinge weder in Handlungen (adiaphora) noch in menschlichen Charakteren, so lange es möglich ist, einzuräumen: weil bei einer solchen Doppelsinnigkeit alle Maximen Gefahr laufen, ihre Bestimmtheit und Festigkeit einzubüßen. Man nennt gemeiniglich die, welche dieser strengen Denkart zugetan sind (mit einem Namen, der einen Tadel in sich fassen soll, in der Tat aber Lob ist): ‚Rigoristen‘; und so kann man ihre Antipoden ‚Latitudinarier‘ nennen. Diese sind also Latitudinarier der Neutralität und mögen Indifferentisten, oder der Koalition und können Synkretisten genannt werden.“ (In: Die Religion in den Grenzen der bloßen Vernunft. 1793).
Dies ist der Versuch, die Inhalte aller praktischen Urteile entweder als geboten oder verboten (und nicht auch als freigestellt) wiederzugeben.
als ethische Forderung
Die Forderung, dass nur diejenigen Handlungen moralisch gut sind, die nicht nur „pflichtgemäß“, sondern „aus Pflicht“ erfolgen. 
Die Interpretation ist streitig. Schiller unterstellt Kant, dass dieser damit das Pflichtgefühl als einziges moralisch gute Motiv zulasse. Nach anderen will Kant nur verbieten, „Motive … als Gründe für deren Ausführung heranzuziehen.“

### Fichte
Als Rigorist gilt auch Fichte.

## Christentum
- In der römisch-katholischen Kirche wurden im 18. Jahrhundert zuerst die Vertreter des Jansenismus und der ihnen nahestehenden theologischen Denkrichtungen als Rigoristen bezeichnet.[7]
- Eine rigoristische Haltung lässt sich selbst als Ausdruck der Sündhaftigkeit betrachten.[8]